# Центральноаляскинська юпікська мова
Центральноаляскинська юпікська мова або юпікська мова — юпікська мова, що нею говорять у західній та південно-західній Алясці, географічно та лінґвістично займає місце між алутиком та центральносибірською юпікською мовою (різницю щодо останньої можна простежити навіть у самоназві: у сибірській юпікській мові — довге П (Yupik), у аляскинській — коротке (Yup'ik).  
Ця мова має найбільшу кількість мовців з-поміж корінних мов Аляски: серед 21 тис. представників свого народу близько 10 тис. — носії мови. Діти досі говорять цією мовою як першою в 17 з 68 юпікських селищ, здебільшого на річці Кускоквім та острові Нельсона, ще на узбережжі між ними. 
Відмінність між юпікською та інупіаком подібна до відмінності іспанською мови від французької.